# Hellbound (série de TV)
Hellbound (em português: Profecia do Inferno; em coreano: 지옥; Hanja: 地獄; RR: Jiok) é uma série de streaming sul-coreana do gênero fantasia sombria, dirigida por Yeon Sang-ho, baseada na webtoon homônima e estrelando Yoo Ah-in, Kim Hyun-joo, Park Jeong-min, Won Jin-ah e Yang Ik-june.
O piloto estreou no Festival Internacional de Cinema de Toronto de 2021 no Primetime em 9 de setembro de 2021, se tornando a primeiro drama coreano a chegar ao festival. A série estreou na Netflix em 19 de novembro de 2021 e se tornou a série mais assistida do serviço no dia seguinte, ultrapassando o também coreano Round 6.

## Premissa
A série se passa em uma versão alternativa da Terra, onde criaturas sobrenaturais repentinamente se materializam para entregar profecias e arrastar humanos para o Inferno.
Enquanto os episódios 1-3 se concentram em Jin Kyeong-hoon, um detetive que investiga os acontecimentos, e em Jeong Jin-soo, o presidente da Nova Verdade, os episódios 4-6 ocorrem 5 anos depois e se concentram em Bae Young-jae e sua esposa, que têm que lutar com o fato de que seu bebê recém-nascido está condenado ao Inferno.

## Elenco

### Principais
- Yoo Ah-in como Jeong Jin-soo, um líder de seita, o chefe da religião emergente 'Nova Verdade'.[9]
  - Park Sang-hoon como o jovem Jeong Jin-soo.[10]
- Kim Hyun-joo como Min Hye-jin, um advogado.[11]
- Park Jeong-min como Bae Young-jae, diretor de produção da NTCB.[12]
- Won Jin-ah como Song So-hyun, esposa de Bae Young-jae.[13]
- Yang Ik-june como Jin Kyeong-hoon, um detetive.

### Secundários
- Kim Do-yoon como Lee Dong-wook, streamer e membro da Arrowhead.
- Kim Shin-rok como Park Jeong-ja.
- Ryu Kyung-soo como Yoo Ji, sacerdote do culto.
- Lee Re como Jin Hee-jeong, filha de Jin Kyeong-hoon.
- Im Hyeong-guk como Gong Hyeong-joon, professor de sociologia.[14]

## Produção
Em abril de 2020, a Netflix aprovou a produção de uma série original baseada em uma webtoon de 11 minutos chamada Hellbound, escrita e desenhada por Yeon Sang-ho em 2002. Yeon assinou um contrato para dirigir a série.
No final de julho, Yoo Ah-in, Park Jeong-min, Kim Hyun-joo, Won Jin-ah, Yang Ik-jun, Kim Shin-rok, Ryu Kyung-soo e Lee Re foram confirmados para desempenhar vários papéis na série.
A série foi filmada no Cube Indoor Studio de agosto de 2020 a janeiro de 2021. Os antigos Prédios do Governo Provincial de Chungnam em Sunhwa-dong , Jung-gu e a Hannam University Missionary Village em Daedeok-gu serviram de locações ao ar livre para as filmagens. Em 25 de fevereiro de 2021, o diretor e o elenco de Hellbound apresentaram a série na amostragem de conteúdo da Netflix.

## Lançamento
A série teve sua estreia mundial no Festival Internacional de Cinema de Toronto de 2021, quando os três primeiros episódios foram exibidos na seção 'Horário nobre' em 9 de setembro. Os três primeiros episódios também foram exibidos no 26º Festival Internacional de Cinema de Busan na recém-criada seção 'On Screen' em 7 de outubro  e na seção 'Suspense' do 65º Festival de Cinema de Londres em 15 de outubro. Foi lançado para streaming na Netflix em 19 de novembro de 2021.

## Recepção
O agregador de críticas Rotten Tomatoes reportou uma taxa de aprovação de 100%, com base em 16 revisões com uma avaliação média de 7,80 / 10. O consenso crítico do site diz: "Convocado pela imaginação diabólica do roteirista e diretor Yeon Sang-ho, Hellbound alavanca seu conceito aterrorizante para explorar cuidadosamente a falibilidade humana."

### Resposta do público
Hellbound registrou 43,48 milhões de visualizações em três dias de lançamento e subiu para o primeiro lugar na categoria 'Netflix global TOP 10', de acordo com o site Netflix TOP 10. Ele ficou em primeiro lugar em 12 países, enquanto foi listado no 'TOP 10' em 59 países em todo o mundo. Esta é a taxa mais rápida para uma série coreana na Netflix. Os pontos das classificações são calculados com base na posição na lista dos dez primeiros para determinar a classificação.

### Resposta crítica
Nick Allen, do RogerEbert.com, deu uma crítica positiva à série, elogiando como a mistura de horror enraizado com discussões ponderadas sobre o pecado. Ele escreveu: "O trio de monstros da ira pode ser absurdo, mas a loucura dentro de Hellbound é extremamente crível."  Kylie Northover, escrevendo para o The Age, deu 4 de 5 estrelas e afirmou: "... a narrativa evolui continuamente para uma mistura atraente de procedimentos policiais, terror violento e comentários perspicazes em torno de ideias de falhas humanas, mortalidade, pecado, justiça e a influência da mídia." Referindo-se a The Leftovers, ela sentiu que Hellbound mostra sensibilidades como "a busca da humanidade por um propósito em face do divino, mas sua exploração das formas conflitantes nas quais a humanidade pode reagir a tal evento de massa parece algo com o qual todos nós podemos, em uma pequena forma, nos relacionar no pós-pandemia.
Ed Power, do The Telegraph, classificou a série com 3 de 5 estrelas e declarou: "Hellbound se abre como uma mistura de O Código Da Vinci e o icônico terror japonês, Ringu." Kim Seong-hyeon, revisando para YTN, escreveu que "as performances dos atores que dão vida a essa realidade infernal que o diretor criou são bastante fluidas". Concluindo, Kim afirmou: "Embora o CG um tanto malfeito decepcione um pouco, Hellbound é uma obra que deixa uma impressão profunda o suficiente para compensar isso. Parece não haver dúvida de que será a obra mais falada neste inverno." Abhishek Srivastava do The Times of India avaliou a série com 4 de 5 estrelas e apreciou a narrativa e a performance, afirmando: "Funciona com várias surpresas em suas narrativas e apresenta excelentes performances que acentuam o drama em contrastes entre seus personagens". Sobre o enredo, Srivastava disse: "Em uma reviravolta nítida e fascinante, a série salta alguns anos; trazendo uma nova camada de personagens, cenários e situações, ... Concluindo sua crítica, ele disse:" Hellbound não é um horror thriller ou um drama policial. [Em vez disso] combina elementos de diferentes gêneros para criar um espetáculo altamente consumível onde o comportamento humano é examinado." Jeffrey Zhang, da Strange Harbors, classificou a série com B+ e declarou: "Hellbound encontra uma corda bamba moral complicada por trás de sua fantasmagoria - um chiller meticulosamente elaborado e surpreendentemente introspectivo, mesmo quando tropeça em seu ato de malabarismo temático."